# Lisa Howard (journalist)
Lisa Howard (Cambridge, 24 april 1926 - East Hampton, 4 juli 1965) was een Amerikaanse journaliste, schrijfster en nieuwslezeres. Ze begon haar carrière als off-Broadway- en soapactrice.

## Biografie
Lisa Howard werd op 24 april 1926 geboren in Cambridge (Ohio) als Dorothy Jean Guggenheim. Haar familie was Joods. Ze studeerde een jaar aan de Miami-universiteit voordat ze stopte om actrice te worden.
Op 18-jarige leeftijd trok ze naar Los Angeles en sloot zich aan bij het Pasadena Playhouse. Vervolgens bouwde ze een film- en televisiecarrière uit. In de jaren 50 speelde ze rollen in de sciencefictionserie Space Patrol en de soapseries The Edge of Night, As the World Turns en Guiding Light. Nadat ze naar New York verhuisd was speelde ze in de off-Broadwayproductie 'Tis Pity She's a Whore.
Eind jaren vijftig maakte Howard een grote carrièreswitch en koos voor de journalistiek. Ze begon te werken als correspondent voor het Mutual Radio Network en was de eerste Amerikaanse verslaggever die Sovjetleider Nikita Chroesjtsjov interviewde. Begin jaren zestig werd ze de eerste vrouwelijke verslaggever van ABC News en was ze de eerste vrouw met haar eigen nieuwsshow op televisie. Daarin interviewde ze beroemde en invloedrijke persoonlijkheden, zoals de Sjah van Iran, Eleanor Roosevelt, Barry Goldwater en Nelson Rockefeller.
Ze was ook redacteur voor het politieke tijdschrift War/Peace Report en schreef de roman "On Stage, Miss Douglas", die in 1960 uitkwam.
Howard ontwikkelde een band met Fidel Castro, die ze ontmoette om te interviewen, en was een tijdje bemiddelaar tussen Castro en het Amerikaanse Witte Huis. Haar carrière eindigde toen ze in 1964 door ABC ontslagen werd vanwege haar politieke standpunten. 
Howard trouwde twee keer en kreeg twee kinderen. Haar eerste huwelijk was met filmregisseur Felix E. Feist met wie ze een dochter Fritzi kreeg. Howard speelde in verschillende van zijn films. Het koppel scheidde en daarna trouwde ze met producer Walter Lowendahl, met wie ze een dochter Anne kreeg.
In 1965 kreeg Howard een miskraam, sukkelde in een depressie door het ineenstorten van haar journalistieke loopbaan en stierf aan een overdosis pijnstillers.

## In populaire cultuur
Julia Ormond speelde Howard in de film Che - The Argentine (2008) van Steven Soderbergh, een biografische film over het leven van Che Guevara.